# Lugar (East Ayrshire)
Pour les articles homonymes, voir Lugar.
 (juin 2024).
Si vous disposez d'ouvrages ou d'articles de référence ou si vous connaissez des sites web de qualité traitant du thème abordé ici, merci de compléter l'article en donnant les références utiles à sa vérifiabilité et en les liant à la section « Notes et références ».
Lugar est un petit village de l'East Ayrshire, au sud-ouest de l'Écosse. 

## Géographie

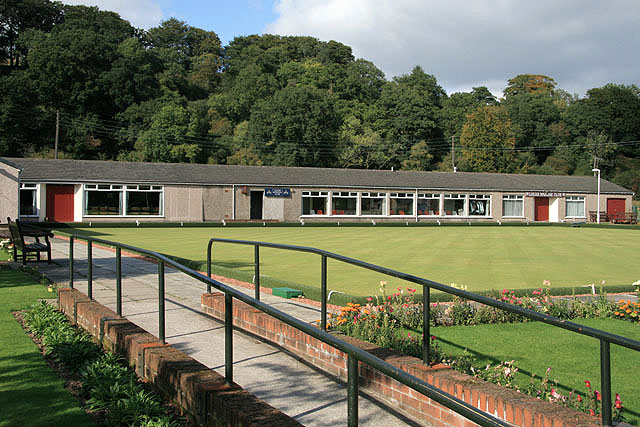
Bowling.

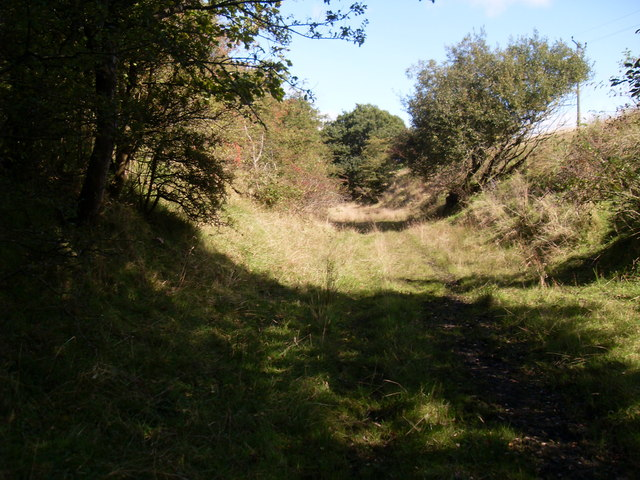
Tracé de l'ancienne ligne de chemin de fer.

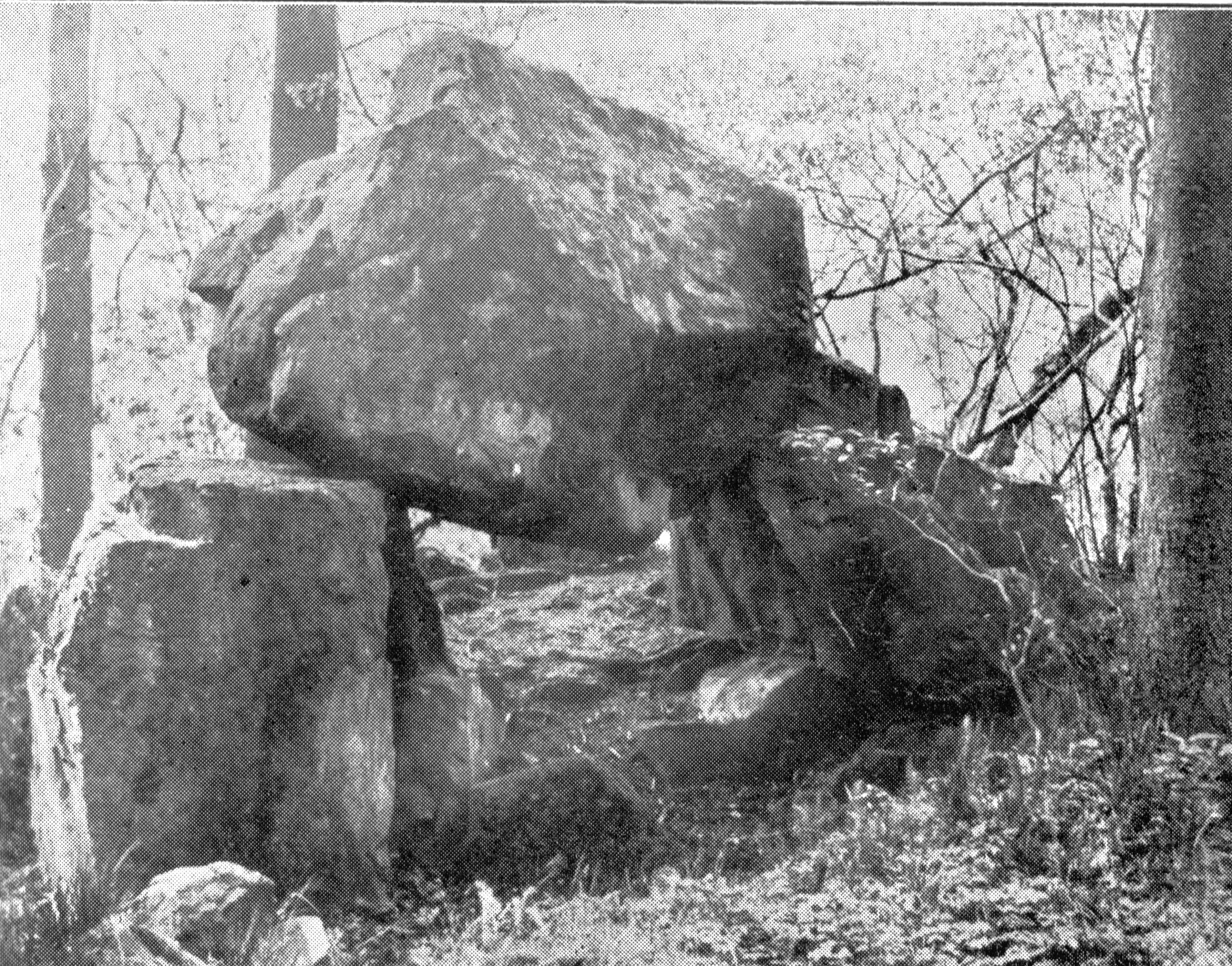
La « rocking stone » de Lugar (1904-1907).

Lugar fait partie de la paroisse d'Auchinleck, du district de Kyle, dans l'Ayrshire. Le village est à 1,5 km est-nord-est de Cumnock, environ 1 km de Cronberry et 2 km de Gasswater. Lugar est aussi une gare de la ligne de Mauchline à Muirkirk, branche de la Glasgow and South Western Railway. La localité est à environ 16,5 km au sud-est de Kilmarnock.
Lugar avait autrefois une grande aciérie avec  plusieurs hauts-fourneaux. Comme les mines ont fermé, le déclin a touché toute l'économie : l'aciérie locale a disparu depuis longtemps.

## Histoire
Le village a été construit pour les travailleurs vers 1845.
Une carte de l'ordonnance de 1860 (Ordnance Survey Map) mentionne les quartiers de Peesweip Row, Craigstonholm Row, Store Row, Back Row et Hollowholm Row. Cette carte montre aussi une piste de curling (en : Curling Pond). D'autres cartes parlent de Laigh Row, Double Row et High Row. La  population est montée à 753 habitants en 1861 et 1 374 en 1871. En 1881, on compte 1 353 habitants (1 891 d'après l'Ordnance Survey).
Le « Lugar Institute » est créé en 1892 par un certain M. Weir de Kildonan. C'était un lieu de  rencontres, genre de bibliothèque de 400 places, où il était possible d'écouter de la musique, jouer aux échecs....
L'église locale, surmontée d'un clocheton, a été construite en 1867, à partir d'anciens ateliers.

## Personnalités
William Murdoch est né à Auchinleck, en 1784. Murdoch a inventé l'éclairage au gaz et a expérimenté des moteurs à vapeur. 

## Aciérie
- 1845 - Ouverture des ateliers à Lugar.
- 1848 -Ouverture du chemin de fer : embranchement de Muirkirk, de la compagnie Glasgow and South Western Railway, d'Auchinleck à Muirkirk.
- 1856 - Lugar Ironworks est acheté par l'Eglinton Ironworks Ltd.
- 1928 - Lugar Ironworks : fermeture. Site ensuite utilisé par la National Coal Board pour son administration régionale et ses ateliers.